# Discards
Discards in de visserij zijn vangsten die wel aan dek komen maar vervolgens weer overboord gezet worden. Redenen hiervoor kunnen zijn:
- de (vis)soort is niet te verkopen
- de vissen zijn kleiner dan de wettelijk toegestane lengte
- de toegestane hoeveelheid te vangen vis is reeds bereikt (vangstquota)
- een op een later tijdstip verkregen vangst brengt meer op dan een vangst die eerder is verwerkt en er is geen ruimte om de eerdere vangst aan boord houden: door de eerdere vangst overboord te zetten, creëert men ruimte voor de meer waardevolle vangst (high grading).

Discards (letterlijk: "afgekeurden") onttrekken zich aan de vangststatistieken waardoor fouten kunnen ontstaan in de schattingen van de hoeveelheid beschikbare vis (zie Visserijbiologie).
Discards kunnen een belangrijke voedselbron voor zeevogels zijn.
Sinds 2016 is er de zogenaamde discard-ban. Met deze wet verplicht de Europese Unie vissers om ondermaatse vis aan boord te houden. Deze vis gaat wel af van het jaarlijks vangstquotum maar mag geen commerciële waarde hebben. Er wordt daardoor geprotesteerd vanuit de visserijsector omdat deze wet de rendabiliteit van de schepen zwaar zou verminderen.